# Muscle ilio-costal
Le muscle ilio-costal, est un muscle pair du dos situé dans la portion latérale de la gouttière vertébrale.

## Description
Le muscle ilio-costal est le plus latéral des muscles érecteurs du rachis.
C'est un muscle large et épais, qui diminue de volume à son l’extrémité supérieure.
Il est constitué de trois parties :
- une partie lombaire,
- une partie thoracique
- une partie cervicale.

La terminologie peut varier dans la littérature car dans certains cas il est décrit en deux parties :
- la partie lombaire nommée muscle ilio-costal des lombes
- la partie cervicale nommée muscle ilio-costal cervical.

Le muscle ilio-costal des lombes étant divisé en :
- partie lombaire du muscle ilio-costal des lombes ou division latérale du muscle érecteur de la colonne lombaire ou masse sacrolombaire correspondant à la partie lombaire actuelle,
- partie thoracique du muscle ilio-costal des lombes correspondant à la partie thoracique actuelle.

## Origine

### Partie lombaire du muscle ilio-costal
La partie lombaire nait de la face antérieure de l'aponévrose du muscle érecteur du rachis et de la crête iliaque.

### Partie thoracique du muscle ilio-costal
La partie thoracique nait des angles des six dernières côtes

### Partie cervicale du muscle ilio-costal
La partie cervicale nait des angles des côtes 4 à 7.

## Trajet
Les trois parties sont verticales ascendantes.
Elles sont recouvertes par le muscle dentelé postérieur et inférieur, par le muscle dentelé postérieur et supérieur et leur aponévrose intermédiaire, plus superficiellement par les muscles rhomboïdes et encore plus superficiellement par le muscle latissimus du dos et le muscle trapèze.

## Insertion

### Partie lombaire du muscle ilio-costal
La partie lombaire se termine sur les angles des six dernières côtes

### Partie thoracique du muscle ilio-costal
La partie thoracique se termine sur les angles des six premières côtes et sur le processus transverse de la septième vertèbre cervicale.

### Partie cervicale du muscle ilio-costal
La partie cervicale se termine sur les processus transverses des quatrième, cinquième, sixième et septième vertèbres cervicales.

## Innervation
Le muscle ilio-costal est innervé par les nerfs spinaux des étages correspondants

## Action
Le muscle ilio-costal a un rôle d'extenseur du rachis et de flexion latérale.